# П'єр Армель
П'єр Шарль Жозе Марі, граф Армель (16 березня 1911 , Уккел  — 15 листопада 2009 , Брюссель ) — бельгійський політичний діяч, прем'єр-міністр країни у 1965—1966 роках.

## Біографія
Закінчив юридичний факультет Льєзького університету (1933).
1947 року став професором права в університеті Льєжа.
У 1946–1971 роках — депутат федерального парламенту Бельгії від Християнської народної партії.
1950–1954 роки — міністр освіти.
Червень-листопад 1958 — міністр юстиції.
1958–1960 — міністр культури.
1960—1961 — міністр державної служби.
1965–1966 — прем'єр-міністр.
У 1966–1973 роках очолював міністерство закордонних справ. Керував розробкою нової стратегії країн-членів НАТО, відомої як Доповідь Армеля.
1973–1977 — голова Сенату Бельгії.
З 1977 року вийшов у відставку й залишив політичну діяльність.
1991 року здобув титул графа від короля Бодуена I.